# Aérodrome de Kourou
 (avril 2025).
Si vous disposez d'ouvrages ou d'articles de référence ou si vous connaissez des sites web de qualité traitant du thème abordé ici, merci de compléter l'article en donnant les références utiles à sa vérifiabilité et en les liant à la section « Notes et références ».
L'Aérodrome de Kourou (code OACI : SOOK) est un aéroport desservant Kourou, une commune de Guyane française. Kourou est l'emplacement du Centre spatial guyanais, base de lancement des fusées Ariane françaises et européennes. 